# 芒特希伯倫 (格林縣)
芒特希伯倫（英語：Mount Hebron）是一個位於美國阿拉巴馬州格林縣的非建制地區。該地的面積和人口皆未知。

## 地理
芒特希伯倫的座標為32°52′26″N 88°04′47″W / 32.87388°N 88.07972°W，而該地最高點為海拔高度81米（即266英尺）。